# Logbook of the World
Logbook of the World (deutsch „Logbuch der Welt“), Eigenschreibweise auch Logbook of The World, kurz LoTW, ist ein international verfügbarer Onlinedienst, der es gestattet, Funkverbindungen (QSOs) zwischen Funkamateuren zu registrieren und zu bestätigen. Es wird von der American Radio Relay League (ARRL), dem amerikanischen Amateurfunkverband, betrieben.
Das LoTW ersetzt beziehungsweise ergänzt ein von Hand zu führendes herkömmliches Logbuch und teilweise auch traditionelle QSL-Karten. Besonders hilfreich ist das LoTW bei der Beantragung von Amateurfunkdiplomen, wie beispielsweise dem DXCC-Diplom.